# Östtyskland i olympiska vinterspelen 1968
Östtyskland deltog med 57 deltagare vid de olympiska vinterspelen 1968 i Grenoble. Totalt vann de en guldmedalj, två silvermedaljer och två bronsmedaljer.

## Medaljer

### Guld
- Klaus Bonsack och Thomas Köhler - Rodel.

### Silver
- Gabriele Seyfert - Konståkning.
- Thomas Köhler - Rodel.

### Brons
- Klaus Bonsack - Rodel.
- Andreas Kunz - Nordisk kombination .